# Comuna de Świekatowo
Świekatowo (polaco: Gmina Świekatowo) é uma gminy (comuna) na Polónia, na voivodia de Cujávia-Pomerânia e no condado de Świecki. A sede do condado é a cidade de Świekatowo.
De acordo com os censos de 2004, a comuna tem 3484 habitantes, com uma densidade 53,8 hab/km².

## Área
Estende-se por uma área de 64,74 km², incluindo:
- área agrícola: 80%
- área florestal: 7%

## Demografia
Dados de 30 de Junho 2004:
|                      | Total   | Total | Mulheres | Mulheres | Homens  | Homens |
| -------------------- | ------- | ----- | -------- | -------- | ------- | ------ |
|                      | pessoas | %     | pessoas  | %        | pessoas | %      |
| População            | 3484    | 100   | 1737     | 49,9     | 1747    | 50,1   |
| Densidade (pop./km²) | 53,8    | 100   | 26,8     | 26,8     | 27      | 27     |

De acordo com dados de 2005, o rendimento médio per capita ascendia a 1851,75 zł.

## Subdivisões
- Jania Góra, Lipienica, Lubania-Lipiny, Małe Łąkie, Stążki, Szewno, Świekatowo, Tuszyny, Zalesie Królewskie.

## Comunas vizinhas
- Bukowiec, Koronowo, Lniano, Lubiewo, Pruszcz